# Урядова база даних
Урядова база даних збирає дані з різних причин, включаючи моніторинг клімату, дотримання законодавства про цінні папери, геологічні дослідження, заявки на патенти та гранти, нагляд, національну безпеку, прикордонний контроль, правоохоронні органи, охорону здоров’я, реєстрацію виборців, реєстрацію транспортних засобів, соціальне забезпечення та статистику.

## Канада
- Національний банк даних ДНК, система, створена згідно із Законом про ідентифікацію ДНК 1998 року, для зберігання ДНК-профілів осіб, засуджених за визначені правопорушення, та ДНК-профілів, отриманих з місць злочинів. Профілі можна використовувати лише для цілей правоохоронних органів.[1][2] На кінець вересня 2013 року Національний банк даних ДНК містив 277 590 профілів в Індексі засуджених правопорушників та 88 892 профілів в Індексі місця злочину, щотижня отримували від 500 до 600 нових зразків.[3]
- Державні служби електронних довідників, довідник канадських федеральних державних службовців по всій країні, включаючи імена, звання, номери телефонів та факсів, імена відділів, адреси офісів та адреси електронної пошти деяких державних службовців.[4]
- Інформаційна система для бездомних осіб та сімей - безплатний застосунок для управління клієнтами, створений у 1995 році для надання допомоги постачальникам послуг в управлінні їх діяльністю і зборі відомостей про населення, що використовує притулки для бездомних, бронюванні клієнтів, надання товарів і послуг, розміщенні офісів міністерства та справ. Його дані можуть експортуватися і включатися в Національну інформаційну систему щодо бездомних. Особисті ідентифікатори перед експортом даних замінюються унікальними зашифрованими ідентифікаторами для забезпечення анонімності даних про клієнтів.
- Національна інформаційна система бездомних, система баз даних, призначена для збору та аналізу вихідних даних про використання притулків для бездомних у Канаді. Він включає утаємнені дані, імпортовані з інформаційних систем бездомних осіб та сімей, а також дані, якими користуються деякі міста та провінції, які не використовують цю систему.
- Система електронного аналізу та пошуку документів, система подання заявок, розроблена для канадських адміністраторів цінних паперів з метою полегшення електронної подачі даних про цінні папери, забезпечення можливості прилюдного поширення відомостей про канадські цінні папери, зібрані в процесі подачі заявок з цінних паперів, а також забезпечення електронного зв'язку між електронними подавцями заявок, агентами та канадським адміністратором цінних паперів [5]

## Європейський Союз
- Система Eurodac - комп'ютеризована центральна база даних, створена в грудні 2000 року для порівняння відбитків пальців осіб, які шукають притулку, та деяких категорій нелегальних іммігрантів, а також система електронної передачі даних між країнами ЄС і базою даних. У базі даних містяться відбитки пальців, країна походження, стать, місце і дата подачі клопотання про надання притулку або затримання особи, номер посилання, дата зняття відбитків пальців, а також дата передання даних.[6]
- Директива про збереження даних, директива, прийнята законодавчим органом Європейського Союзу 15 грудня 2005 року, яка вимагає від операторів зв'язку зберігати метадані (тип послуги, дату, час та розмір або тривалість, адреси відправника та одержувача,..., але не аудіо, відео чи цифровий вміст) для телефонів, Інтернету та інших телекомунікаційних послуг протягом періодів не менше шести місяців і не більше двох років з дати зв'язку, визначеної кожною державою-членом ЄС, і, на запит, зробити дані доступними для різних державних органів. Доступ до цих відомостей не обмежується розслідуванням тяжких злочинів, а також не вимагається ордер на доступ.[7][8] Директива про захист даних регулює обробку персональних даних у межах Європейського Союзу.

### Данія
- Центральний реєстр ДНК-профілів, реєстр, що містить профілі ДНК для підозрюваних та осіб, засуджених за правопорушення, які можуть призвести до позбавлення волі на 1,5 і більше років, а також профілі з місць злочинів. Інформацією про ДНК-профіль можна обмінюватися з іншими країнами-членами ЄС через Інтерпол.[1]
- Система реєстрації актів цивільного стану ( Det Centrale Personregister), загальнодержавний централізований реєстр персональних даних, створений у 1968 році та використовуваний практично кожною державною установою Данії. Він містить імена, адреси, ідентифікаційні номери Данії, дати та місця народження, громадянство та іншу супутню інформацію.
- Данський національний біобанк та Національний реєстр біобанків - два елементи ініціативи, що дозволяють дослідникам анонімно пов'язувати дані з окремих данських національних реєстрів з інформацією, отриманою з понад 15 мільйонів біологічних зразків.[9] Національний реєстр біобанків надає дослідникам онлайн доступ до об’єднаних даних усіх біобанків, що беруть участь в ініціативі Данського національного біобанку, включаючи Данську національну когорту народжень, данський скринінг біобанку для новонароджених, данський Патобанк, біобанк Данського онкологічного товариства "Кост", kræft og helbred (дієта, рак та здоров’я) ", біобанк DNB в Rigshospitalet (Університетська лікарня Копенгагена) та біобанки раку (de Kliniske Kræftbiobanker).[10][11] Національний реєстр біобанків зв’яже відомості з окремих біобанків з кодами захворювань та демографічні відомості з окремих національних реєстрів, включаючи Данську систему реєстрації цивільних осіб, Данський національний реєстр пацієнтів та Данський реєстр патологій.  Здійснивши пошук у Національному реєстрі біобанку, можна буде визначити кількість біологічних зразків, доступних для пацієнтів з певним діагнозом.
- Біобанк для неонатального скринінгу Данії, зразки крові людей, що народилися після 1976, зберігаються в Інституті сироваток Statens для перевірки на фенілкетонурію та інші захворювання, а також для аналізу ДНК з метою виявлення померлих і підозрюваних злочинців.[12] Батьки можуть зажадати, щоб зразок крові їх новонародженого був знищений після того, як стане відомий підсумок тесту.

### Франція
- Карнет-Б: Створено в 1886 році, Карнет-Б спочатку являла собою список іноземців, підозрюваних у шпигунстві. До Першої світової війни цей список поступово розширювався, щоб включити в нього всіх осіб, які могли порушити громадський порядок, і антимілітаристів, які могли виступати проти національної мобілізації. Ці особи повинні були бути арештовані в разі війни. У 1914 році список містив 2481 ім'я. Однак після вбивства соціалістичного лідера та антимілітариста Жана Жореса за кілька днів до початку Першої світової війни велика частина лівого крила об'єдналася з урядом Священного союзу, і Карнет-Б не використовувалася для затримання осіб. Обслуговування та використання Карнет-Б було припинено 18 липня 1947 року..[13]
- База даних Туларда: У міжвоєнний період офіцер поліції Андре Тулард створив базу даних, що реєструє комуністів та інших активістів. База даних використовувалася при Віші для реєстрації євреїв. Ці файли були передані Теодору Даннекеру з гестапо і дуже допомогли французькій поліції в проведенні рейдів проти євреїв, які потім були інтерновані в таборі Дрансі, а потім депортовані в концентраційні табори нацистської Німеччини.[14]
- Код INSEE: Під час Другої світової війни Рене Карміль створив те, що стане кодом INSEE, використовуваним національним ідентифікаційним реєстром для людей, організацій і адміністративних регіонів. INSEE є абревіатурою Національного інституту статистики та економічних досліджень Франції.
- Répertoire national d’identification des personnes physiques: національний довідник з ідентифікації фізичних осіб, який ведеться INSEE з 1946 року. Він регулярно оновлюється за допомогою статистичних бюлетенів про зміни в цивільному стані, який складають і розсилаються в INSEE муніципалітетами та містять докладні відомості про народження, смерть, визнання тощо, зроблених у свідоцтвах про народження для осіб, які народилися в метрополії Франції або її заморських департаментах. Довідник служить чотирьом цілям: І) усунення плутанини, що виникає у зв'язку з однойменними особами; ІІ) використання податковими органами й пенсійними фондами для перевірки цивільного стану фізичних осіб; ІІІ) сприяння моніторингу стану здоров'я шляхом щоденного направлення відомостей про випадки смерті в Інститут медико-санітарного контролю; IV) підготовка демографічних статистичних даних для сприяння прийняттю рішень. Вона включає дані про громадянський стан: прізвище, іноді звичайне ім'я (або прізвище), імена, стать, дату і місце народження, номер свідоцтва про народження, дату і місце смерті та номер свідоцтва про смерть недавно померлого, а також національний реєстраційний номер. Копією цих даних є Національна система управління посвідченнями особи, яка перебуває у віданні Національної страхової компанії "Caisse Nationale d'Assurance Vieillesse", що управляє пенсійними виплатами по соціальному страхуванню..
- Système Automatisé pour les Fichiers Administratifs et le Répertoire des Individus (SAFARI): "Автоматизована система для адміністративних файлів і директорій фізичних осіб" повинна була стати централізованою базою персональних даних, зібраних з багатьох адміністративних департаментів і підключених за допомогою коду INSEE. Масова народна відмова від цього проєкту сталася після того, як він став відомий громадськості сприянням створенню Комісії Nationale de l'informatique et des libertés (CNiL) для забезпечення конфіденційності даних. Бази даних повинні отримати схвалення CNiL, перш ніж отримати дозвіл. У 2006 році більш ніж половина поліційних архівів, які перебувають під наглядом НСІЛ, були визнані такими що містять помилки, які вимагали виправлення.
- Système de traitement des infractions constatées (STIC): У 1995 році була створена "Система обробки визнаних правопорушень" для реєстрації кримінальних злочинців і позивачів, яка була легалізована у 2001 році. У січні 1997 року в ній були зареєстровані 2,5 мільйона правопорушників і 2,7 мільйона жертв. У 2006 р в STIC було зареєстровано 24,4 млн записів. Рекорди зберігаються максимум 40 років. STIC викликав ряд протиріч, оскільки деякі люди не змогли знайти роботу через те, що вони були зареєстровані в STIC (іноді помилково, інші просто як жертви). У 2005 році STIC виявив помилки в 47% записів, включених в базу даних STIC.
- JUDEX: система реєстрації кримінальних злочинців і позивачів, яка використовується жандармерією, аналогічна системі STIC. У 2003 році JUDEX містив 2,2 мільйона записів.
- Fichier national automatisé des empreintes génétiques (Автоматизований національний файл генетичних відбитків) для реєстрації даних про ДНК, був створений у 1998 році.[1] Уперше реєстрація як сексуальних злочинців були поширені практично на всі злочини, в тому числі на протестувальників, які беруть участь в громадянських непокорах. Вона виросла з 2 807 профілів у 2003 році до 330 000 профілів у 2006 році та 1,27 мільйона профілів у 2009 році.
- Fichier judiciaire automatisé des auteurs d'infractions sexuelles: Автоматизоване кримінальне досьє по особах, які вчинили сексуальні злочини, являє собою базу даних по особах, які вчинили сексуальні злочини, яка знаходиться у веденні Міністерства юстиції, створеного у 2004 році. У базі даних реєструються ім'я, стать, дата і місце народження, громадянство, псевдонім, адреса, характер правопорушення, дата і місце вчинення правопорушення, характер та дата винесення рішення, а також призначені покарання або міри покарання. У жовтні 2008 року в базі даних було зареєстровано близько 43 408 осіб.
- Base-élèves system: система "Учнівська база" - база даних, що містить персональні дані про дітей віком від трьох років і старше та їхні сім'ї, в тому числі психосоціальні дані та відомості про компетенції, навички й проблеми. Хоча спочатку до цієї бази даних мали доступ педагоги та громадські діячі, новий французький закон від березня 2007 року про запобігання правопорушень надав доступ до таких даних мерам в цілях запобігання правопорушень. Однак після протестів дані, що стосуються громадянства, мови та культури походження, були видалені в жовтні 2007 року. Вища адміністративна рада підтвердила у двох рішеннях від 19 липня 2010 року, що "Базові дані" і комп'ютеризований файл учнівських ідентифікаторів ("Base nationale des identificationants des élèves") не функціонують відповідно до Закону про захист даних. Крім того, Рада вважає, що збір даних про охорону здоров'я в "Базі даних", що стосуються дітей, не має відношення до справи, і нагадує у своїх рішеннях, що батьки мають право заперечувати проти збору та обробки даних про своїх дітей. Він також постановив, що термін зберігання ідентифікаційних даних про дітей, що містяться в базі даних, становить 35 років..
- ELOI index: скорочення "l’éloignement" (вилучення), індекс ELOI є реєстром іноземців та нелегальних іноземців, створеним міністром внутрішніх справ у 2006 році та згодом оголошеним Державною радою незаконним.[15]
- Parafes: Постановою від 7 серпня 2007 року було узагальнена програма добровільного біометричного профілювання мандрівників в аеропортах з використанням відбитків пальців. Нова база даних буде підключена до Шенгенської інформаційної системи (ШІС), а також до національної бази даних розшукуваних осіб (Fichier des personnes recherchées). CNiL заперечував проти нової постанови, виступаючи проти реєстрації відбитків пальців і об'єднання цих двох систем..
- Loppsi II: У лютому 2010 року парламент Франції прийняв "законопроєкт Лоппсі II про направлення і планування діяльності щодо внутрішнього убезпечення" - далекоглядний законопроєкт про безпеку, який модернізує закони про Інтернет, вводить кримінальну відповідальність за крадіжку особистих даних в Інтернеті, дозволяє поліції підключатися до Інтернету, а також до телефонних ліній в ході проведення розслідувань, і спрямований на боротьбу з дитячою порнографією, наказуючи постачальникам Інтернет-послуг фільтрувати підключення до Інтернету.[16] Закон дозволяє створювати інформаційну платформу, що зв'язує численні урядові бази даних. Раніше, у 2004 році, Національна асамблея проголосувала за  позицію в цілях реалізації директиви ЄС про електронну торгівлю. Цей закон вимагає від усіх Інтернет-постачальників (ISP), телефонних операторів, вебмайстрів і таких інших зберігати дані про відвідувачів (кодові слова, номера карток VISA, псевдоніми, матеріали на форумах і в блогах тощо) протягом від одного до трьох років. Ці дані повинні надаватися для використання внутрішнім розвідувальним відомством RG, контррозвідувальними органами, судовою поліцією (СП) і слідчими суддями.[джерело?]
- Fingerprints: У рішенні, винесеному 18 квітня 2013 року, Європейський суд з прав людини ухвалив, що французька постанова 1987 року, що стосується зберігання даних за відбитками пальців, є порушенням недоторканності приватного життя:[17]
  - сфера дії постанови не обмежується деякими серйозними злочинами, такими як сексуальні злочини або організована злочинність, а включає в себе всі злочини, навіть незначні; в базі даних не проводиться розходження між тими суб'єктами даних, які були засуджені, і тими, які не були засуджені, а також не проводиться розходження в тому, чи були суб'єктам даних надані офіційні звинувачення;  максимальний термін зберігання даних, що становить 25 років, був не співмірний законній цілі постанови.

### Німеччина
- Німеччина створила свою національну базу даних ДНК для Федеральної поліції Німеччини (BKA) у 1998 році.[18][19][20][21]

Наприкінці 2010 року база даних містила профілі ДНК понад 700 000 осіб, а у вересні 2016 року - 1162 304 записи.

### Шенгенська зона
- Шенгенська інформаційна система (ШІС), система баз даних, що використовується 27 європейськими країнами для ведення та розповсюдження даних про осіб та майно, що представляє інтерес, для національної безпеки, прикордонного контролю та правоохоронних цілей. Країнами, що використовують систему у 2013 році, є п’ять початкових учасників (Бельгія, Франція, Німеччина, Люксембург та Нідерланди), двадцять додаткових країн (Австрія, Чехія, Данія, Естонія, Фінляндія, Греція, Угорщина, Ісландія, Італія, Латвія, Литва, Мальта, Норвегія, Польща, Португалія, Словаччина, Словенія, Іспанія, Швеція та Швейцарія), а також дві країни (Ірландія та Велика Британія), які беруть участь на умовах Амстердамського договору. База даних містить понад 46 мільйонів записів, які називаються попередженнями, в основному стосуються втрачених документів, що посвідчують особу. Повідомлення про людей складають приблизно 885 000 записів (1,9%). Сповіщення про особи включають: імена та прізвища; середній початковий знак, псевдоніми, дата народження, стать, національність - це особа, озброєна та / або жорстока, причина попередження та дії, які слід вжити, якщо особа зустрінеться. Решта бази даних містить попередження про втрачене, викрадене або привласнене майно, включаючи: вогнепальну зброю, документи, що посвідчують особу, чисті документи, що посвідчують особу, автомобілі та банкноти. ШІС не реєструє в'їзд та виїзд мандрівників із Шенгенської зони чи окремих країн, хоча 14 учасників Шенгенської конвенції мають окремі національні бази даних, які реєструють в'їзд та виїзд мандрівників.[23]

### Швейцарія
- У 1989 році під час скандалу із таємними файлами було виявлено, що Бундесполіцей таємно та незаконно зберігав у таємних архівах понад 900 000 справ як про громадян Швейцарії, так і про іноземців. З населенням приблизно 7 мільйонів це означало, що майже кожен із семи громадян перебував під наглядом.
- У 2002 році була створена швейцарська національна база даних ДНК для збору зразків ДНК, відібраних з місць злочинів та підозрюваних, які звинувачуються у вчиненні тяжких злочинів.[24] У 2006 році Швейцарія мала п'яту за величиною базу даних ДНК у Європі, після Англії, Німеччини, Шотландії та Австрії.[25]

### Об'єднане Королівство
Різні державні органи ведуть бази даних про громадян та мешканців Великої Британії. Відповідно до Закону про захист даних 1998 року та Закону про захист свобод 2012 року існують законодавчі положення, які контролюють та обмежують збір, зберігання та використання відомостей у державних базах даних.
- Національна база даних відбитків пальців: британська поліція зберігає 6,5 мільйона записів відбитків пальців у базі даних, що називається IDENT1.[26] Збільшується використання відбитків пальців на дорозі - використання нових повноважень поліції для перевірки особи.[27] Занепокоєння викликало нерегульоване використання біометрії в школах, що стосується маленьких дітей. 4 грудня 2008 року Європейський суд з прав людини (ЄСПЛ) постановив, що політика уряду Великої Британії щодо зберігання відбитків пальців осіб, підозрюваних, але потім не засуджених за злочин, є порушенням статті 8 Права на повагу до приватного та сімейного життя що не може бути виправданим на підставі запобігання безладу або злочинам.[28]
- Національна база даних ДНК: Понад 3,4 мільйона зразків ДНК записані в Національній базі даних ДНК. Дані про ДНК передаються через кордони через угоди про обмін даними через Європейський Союз та інші міжнародні організації.[1] 4 грудня 2008 року Європейський суд з прав людини (ЄСПЛ) постановив, що політика уряду Великої Британії щодо зберігання зразків ДНК та профілів осіб, підозрюваних, але потім не засуджених за злочин, є порушенням статті 8 Права на повагу до приватних та сімейне життя, яке не могло бути виправданим на підставі запобігання безладу чи злочинам.
- Громадський транспорт: У Лондоні система оплати картками Oyster може відстежувати пересування окремих людей через систему громадського транспорту[29] хоча доступна анонімна опція, тоді як лондонська плата за затори використовує комп’ютерні зображення для відстеження номерних знаків автомобілів.[30]
- Відстеження руху дорожніх транспортних засобів: По всій країні все частіше проводяться зусилля з точного відстеження всіх рухів дорожніх транспортних засобів, спочатку використовуючи загальнодержавну мережу придорожніх камер, підключених до автоматичних систем розпізнавання номерних знаків. Вони відстежували, фіксували та зберігали подробиці всіх поїздок, здійснених на великих дорогах та через міські центри, і відомості зберігаються протягом п’яти років.[31][32] У більш довгостроковій перспективі також пропонуються обов'язкові бортові автомобільні телематичні системи для полегшення стягування плати за проїзд по дорогах (Акцизний збір з транспортних засобів). Частина 2, глава 1 Закону про захист свобод 2012 р. створює нове положення і доручає Державному секретаріату підготувати кодекс практики стосовно замкнутого телебачення та автоматичного розпізнавання номерних знаків.[33]
- Нагляд за телефоном та Інтернетом: У 2008 р. Розроблялися плани збору даних про телефон, електронну пошту та звички перегляду вебсторінок, і, як очікувалося, вони будуть включені в законопроєкт про комунікаційні дані. "Велетенська база даних" включатиме набрані телефонні номери, відвідувані вебсайти та адреси, на які надсилаються електронні листи, "але не вміст електронних листів або телефонних розмов".[34]
- Служба даних правоохоронних органів (LEDS): Це стане об’єднанням Національної комп’ютерної служби поліції (PNC) та Національної бази даних поліції (PND) у 2020 році. Бази даних поліції про свободу [Архівовано 30 серпня 2019 у Wayback Machine.].
- База даних орендодавців-шахраїв: Відомості доступні на сайті gov.uk База даних орендодавців-шахраїв та агентів нерухомості згідно із Законом про житло та планування 2016 [Архівовано 16 квітня 2021 у Wayback Machine.]

#### Розформовано
- Національний реєстр особи: 21 грудня 2010 року Закон про документи, що посвідчує особу, отримав Королівську згоду.[35] Закон скасував Закон про посвідчення особи 2006 року[36] скасувавши схему обов'язкового посвідчення особи та пов’язаний з нею Національний реєстр посвідчень особи (включаючи ContactPoint), що використовувався обмежено або на добровільних засадах з листопада 2008 року, але який так і не був повністю реалізований. Однак іноземці, які не входять до Європейського Союзу, продовжують потребувати посвідчення особи для використання як біометричний дозвіл на проживання відповідно до положень Закону про кордони Великої Британії 2007 року та Закону про кордони, громадянство та імміграцію 2009 року.[37][38] Національний реєстр особи було офіційно знищено 10 лютого 2011 року, коли останні 500 жорстких дисків, що містять цей реєстр, було знищено.

## Індія
NATGRID: Індія створює національну розвідувальну мережу під назвою NATGRID  яка запрацює в 2013 році. NATGRID дозволить отримати доступ до даних кожної людини, починаючи від земельних записів, журналів Інтернету, PNR авіа- та залізничного транспорту, телефонних записів, обліку зброї, водійських прав, обліку майна, страхування та податку на прибуток наживо та без нагляду. За умови отримання UID від Унікального ідентифікаційного органу Індії з лютого 2011 року уряд зможе відстежувати людей наживо. Національний реєстр населення всіх громадян буде створений за підсумками перепису 2011 року, під час якого будуть знімати відбитки пальців та райдужки райдужної оболонки разом із GPS-записами кожного домогосподарства. Доступ до об'єднаних даних отримають 11 відомств, включаючи Крило досліджень та аналізу, Бюро розвідки, Управління правозастосування, Національне агентство розслідувань, Центральне бюро розслідувань, Управління дохідної розвідки та Бюро контролю за наркотиками.

## Інтерпол
- Існують профілі бази даних ДНК Інтерполу, якими користуються 49 країн.[1]
- База даних відбитків пальців Інтерполу, база даних, що містить понад 160 000 записів відбитків пальців, поданих країнами-членами. Ці відбитки пальців збираються на місцях злочинів, а також у відомих та підозрюваних злочинців.[42]

## Росія
- SORM та SORM-2, технічні системи 1996 та 1998 років, що дозволяють здійснювати пошук та спостереження за телефонним та Інтернет-зв’язком.[43][44]

## Сполучені Штати
- Національне посвідчення особи: Сполучені Штати не мають національного посвідчення особи в тому сенсі, що немає федерального агентства з загальнонаціональною юрисдикцією, яке безпосередньо видавало б такі карти всім американським громадянам для обов'язкового регулярного використання.
- Паспорт: Єдиними національними документами, що засвідчують особу зі світлиною, є паспорт і паспортна карта, які видаються громадянам США тільки за добровільною заявою.
- Номер соціального страхування: Переважна більшість, але не всі американці мають номер соціального страхування, тому що він необхідний для багатьох цілей, включаючи працевлаштування, федеральні податкові відрахування на дітей і фінансові операції. Номери соціального страхування стали де-факто стандартом для унікальної ідентифікації людей в державних і приватних базах даних. Система цифрової ідентифікації (Numerical Identification System - Номероідентифікатор) — це файл комп'ютерної бази даних Адміністрації соціального забезпечення, що містить короткий огляд відомостей, що міститься в заяві на отримання номера соціального страхування (форма SS-5). Вона містить ім'я і прізвище заявника, місце і дату народження, а також інші дані. Файл номерів містить всі номери соціального страхування з моменту їх видачі в 1936 році.
- Індекс смертності в системі соціального забезпечення: база даних записів про смерть, створена на основі витяжки головного файлу про смерть Адміністрації соціального забезпечення США. У цьому індексі перераховано більшість померлих з 1936 року, що мають номер соціального страхування, про смерть яких було повідомлено в Управління соціального страхування. База даних включає ім'я та прізвище, а з 1990-х років - середній ініціал; дату народження; місяць і рік смерті або повну дату смерті для рахунків, що діяли у 2000 році чи пізніше; номер соціального страхування, штат або територію, де був виданий номер соціального страхування; і поштовий індекс останнього місця проживання за життя людини.[45] Індекс часто оновлюється; Версія 22 червня 2011 року містила 89 835,920 записів.[46][оновити]
- Водійське посвідчення: вони видаються державними департаментами транспортних засобів та реєстрами транспортних засобів і є найбільш поширеною формою ідентифікації в США; агентства, що видають водійські права, ведуть бази даних водіїв, включаючи світлини та адреси. Крім того, держави видають добровільні посвідчення особи особам, які не є водіями, які потім також включаються в департамент автотранспортних засобів або в бази даних реєстру автотранспортних засобів. Хоча більшість дорослих американців постійно мають при собі водійські права, коли вони знаходяться поза домом, закон не вимагає, щоб вони мали при собі водійські права, коли вони не керують транспортним засобом. У 2005 році Конгрес США прийняв Закон про REAL ID, який дає Міністерству національної безпеки повноваження регулювати дизайн і зміст усіх державних водійських прав, а також вимагати, щоб усі основні державні бази даних були об'єднані в єдину національну базу даних.
- Контроль і відстеження ізоляції пошти: В рамках програми контролю і відстеження ізоляції поштових відправлень Поштова служба США знімає зовнішній вигляд кожного листка паперової пошти, який обробляється в США - близько 160 мільярдів одиниць у 2012 році. Генеральний директор поштової служби заявив, що система в першу чергу використовується для впорядкування пошти, однак зображення доступні для можливого використання правоохоронними органами. Немає централізованої бази даних, що містить всі зображення, замість цього в кожному з більш ніж 200 центрів обробки пошти по всій країні зберіжних зображень зчитуваної пошти. Знімки зберігаються від тижня до 30 днів, а потім знищуються. Програма була створена в 2001 році після атак, де загинуло п'ять людей.
- Інтегрована автоматизована система ідентифікації за відбитками пальців (IAFIS): національна автоматизована система ідентифікації за відбитками пальців та ведення кримінальної справи, підтримувана Федеральним бюро розслідувань (ФБР). Інтегрована автоматизована система ідентифікації за відбитками пальців забезпечує можливості автоматизованого пошуку за відбитками пальців, прихованого пошуку, зберігання електронних зображень і електронного обміну відбитками пальців та відповідями на них. IAFIS є найбільшою в світі базою біометричних даних, в якій зберігаються відбитки пальців і кримінальна історія 70 мільйонів осіб, а також відбитки 31 мільйона цивільних осіб і відбитки пальців 73000 відомих і підозрюваних терористів, оброблені США або міжнародними правоохоронними органами.[47] Відбитки пальців добровільно подаються в ФБР місцевими, державними і федеральними правоохоронними органами. Ці агентства отримують відбитки пальців через кримінальні арешти або з джерел, не пов'язаних з кримінальними справами, таких як перевірка анкетних даних і програма US-VISIT. ФБР оголосило про плани замінити IAFIS системою ідентифікації наступного покоління.[48][49]
- Комбінована система індексів ДНК (CODIS): багаторівневий набір баз даних на місцевому, державному та національному рівнях. Багаторівнева архітектура дозволяє криміналістичним лабораторіям контролювати свої дані - кожна лабораторія вирішує, якими профілями вона буде ділитися з рештою території країни. Державне законодавство регулює, які саме злочини підпадають під дію CODIS. Запис в базі даних CODIS, відомий як профіль ДНК CODIS, складається з профілю ДНК особи разом з ідентифікатором зразка та ідентифікатором лабораторії, відповідальної за профіль. CODIS не містить особистої ідентифікаційної інформації, такої як імена, дати народження або номера соціального страхування. CODIS складається з Індексу засуджених злочинців (профілі осіб, засуджених за злочини), Індексу судової медицини (профілі, розроблені на основі біологічного матеріалу, знайденого на місці злочину), Індексу заарештованих, Індексу зниклих безвісти або невпізнаних осіб, а також у довідковому Індексові зниклих безвісти осіб. Станом на 2006 рік в CODIS беруть участь близько 180 лабораторій у всіх 50 штатах. На національному рівні Національна система індексу ДНК функціонує під керівництвом ФБР. Станом на серпень 2013 року Національна система ДНК містила більше 10 535 300 профілів злочинців, 1 613 100 профілів заарештованих і 509 900 профілів судово-медичних експертиз і справила понад 219 700 переглядів, надавши сприяння в проведенні більше 210 700 розслідувань.[оновити] Міжнародний центр Національного інституту юстиції сприяє обміну даними з іншими аналогічними інститутами по всьому світу.
- Сховище даних про розслідування: пошукова база даних, яка містить розвідувальні та слідчі дані для підтримки місій ФБР з боротьби з тероризмом, контррозвідки та правоохоронної діяльності. Сховище слідчих даних було створено в 2004 році з метою централізації численних федеральних баз даних і баз даних штатів, в тому числі записів про судимості різних правоохоронних органів, Мережі по боротьбі з фінансовими злочинами міністерства фінансів США (FinCEN) і баз даних відкритих документів. За даними вебсайту ФБР, за станом на 22 серпня 2007 року база даних містила 700 мільйонів записів з 53 баз даних і була доступна 13 000 особам по всьому світу. У 2006 році ФБР стало об'єктом позову, порушеної Фондом "Електронний кордон" у зв'язку з відсутністю прилюдного повідомлення з описом їх сховища даних про розслідування та критеріїв включення особистої інформації, як того вимагає Закон про конфіденційність 1974 року.
- Списки спостереження проєкту "МІНАРЕТ": В період з 1967 по 1973 рік в рамках проєкту "МІНАРЕТ" Агентство національної безпеки (АНБ) проводило обшук перехоплених за кордоном телефонних розмов і кабельного трафіку на предмет виявлення прізвищ осіб та організацій, включених в контрольні списки, складені урядовими правоохоронними та розвідувальними організаціями. Коли було знайдено збіг, перехоплене повідомлення було передано в Федеральне бюро розслідувань (ФБР), Центральне розвідувальне управління (ЦРУ), Таємну службу, Бюро з боротьби з наркотиками і небезпечними наркотиками (ББННН), Міністерство оборони і Білий дім. Судовий нагляд був відсутній, і щодо проєкту не було отримано жодного ордера на перехоплення. Більш 5925 іноземців та 1690 організацій і громадян США були включені в контрольні списки, а щодо американців, внесених в контрольні списки, було випущено понад 3900 доповідей.
- База даних дзвінків АНБ: База даних під кодовою назвою MAINWAY, підтримувана Агентством Національної Безпеки (АНБ), містить докладні відомості про дзвінки, але не їх зміст, по сотнях мільярдів телефонних дзвінків, зроблених чотирма найбільшими телефонними операторами США: AT&T, SBC, BellSouth (всі три наразі називаються AT&T) та Verizon. Створена на початку 2001 року, база даних була відкрита в 2006 році. За оцінками, в базі даних міститься більше 1,9 трильйона записів телефонних розмов..[50][51]
- TALON: база даних, створена ВВС США після атак 11 вересня 2001 року з метою збору і оцінки даних про можливі загрози для військовослужбовців США і цивільних службовців у США і на зарубіжних військових об'єктах. Серед інших відомостей TALON включав в себе списки противоєнних груп і людей, які брали участь в противоєнних мітингах. База даних піддавалася критиці за збір даних про борців за мир і інших політичних активістів, які не мали ніякої справжньої загрози, але були включені в базу даних у зв'язку з їх політичними поглядами. У серпні 2007 року Міністерство оборони США оголосило, що база даних Guardian, організована ФБР, візьме на себе збір даних і складання звітів, які раніше оброблялися системою бази даних TALON.
- Homeless Management Information Systems: клас застосунів баз даних, розроблених наприкінці 1990-х років, які використовуються для конфіденційного збирання даних про бездомних. Homeless Management Information Systems - це, як правило, мережеві застосунки, які використовуються постачальниками допомоги для реєстрації і зберігання відомостей на рівні клієнтів про характеристики і потреби в послугах бездомних, координації догляду, управління операціями та кращого обслуговування своїх клієнтів.
- Управління справами/Електронні файли справ: розподілена система управління справами й електронна система подачі судових документів, використовувана більшістю федеральних судів США. PACER, абревіатура від Public Access to Court Electronic Records, являє собою інтерфейс до тієї ж самої системи для прилюдного використання.